# Аргічі
Аргічі (вірм. Արգիճի)  — річка у Вірменії. Довжина річки — 51 км. Має кам'янисте дно. Використовується для зрошення. На річці будуються міні-ГЕС. Річка Аргічі є середовищем проживання і нересту декількох занесених до Червоної книги Республіки Вірменія видів риб — ішхак, хромуля, усач.
Аргічі є найбільшою річкою, що живить озеро Севан.
Притоки: Гайладзор.